# Gmina Postribë
Gmina Postribë (alb. Komuna Postribë) – gmina w Albanii, położona w północno-zachodniej części kraju. Administracyjnie należy do okręgu Szkodra w obwodzie Szkodra. W 2012 roku zamieszkiwało ją 11562 mieszkańców. W skład gminy wchodzi jedenaście wsi: Mes (Albania), Dragoc, Boks (Albania), Kullaj, Myselim, Drisht, Ura e Shenjt, Domen, Shakote, Prekal, Vile (Albania).